# Quando il ramo si spezza
Quando il ramo si spezza (When the Bough Breaks) è un film thriller del 1993 diretto da Michael Cohn.
Nel 1998 ha avuto un seguito Quando il ramo si spezza 2 (Perfect Prey) con Kelly McGillis e Bruce Dern nei ruoli di Audrey Macleah e del Capitano Swaggert, al posto di Ally Walker e Martin Sheen.

## Trama
In una notte di festa a Houston vengono ritrovate sette mani mozzate con dei numeri su ognuna. Ad aiutare la polizia un'ispettrice della Criminalpol: le mani si scoprono essere di bambine scomparse. Le indagini si concentrano su una segnalazione di un dottore che ha in cura nella clinica psichiatrica un ragazzo affetto da mutismo e altri pesanti disturbi, che disegna mani sui muri. Nei ricordi d'infanzia il giovane svela la pista per la cattura del killer.